# Буббіо
Буббіо (італ. Bubbio, п'єм. Bubi) — муніципалітет в Італії, у регіоні П'ємонт,  провінція Асті.
Буббіо розташоване на відстані близько 460 км на північний захід від Рима, 65 км на південний схід від Турина, 27 км на південь від Асті.
Населення — 892 особи (2014).
Щорічний фестиваль відбувається 28 жовтня. Покровитель — San Simone.

## Демографія
Населення за роками:

Станом на 1 січня 2023 року в муніципалітеті офіційно проживали 83 іноземці з 11 країн, серед них 61 громадянин країн Євросоюзу.

## Сусідні муніципалітети
- Канеллі
- Кассінаско
- Чессоле
- Лоаццоло
- Монастеро-Борміда
- Роккаверано